# Палац Орловських (Маліївці)
Пала́ц у Ма́ліївцях (Малієвецький палац, Палац Орловських) (пол. Palac w Malejowcah) — палац у селі Маліївці Новодунаєвецької селищної громади Кам'янець-Подільського району Хмельницької області. Розташований на скелястому березі річки Ушка (притока Ушиці), на території Малієвецького парку.

## Історія
Палацовий парк був одним з найкращих на Поділлі. В самому палаці діяла каплиця. У ньому була теж велика бібліотека, що налічувала 7 600 одиниць, а також один із найбільших нумізматичних кабінетів, який створив граф, примас Польщі Ігнацій Красицький.
Палац збудований графом Яном Онуфрієм Орловським за участю архітектора Доменіко Мерліні, паркобудівничого Діонісія Макклера і садівника Діоніса Клігера.

## Сучасний стан

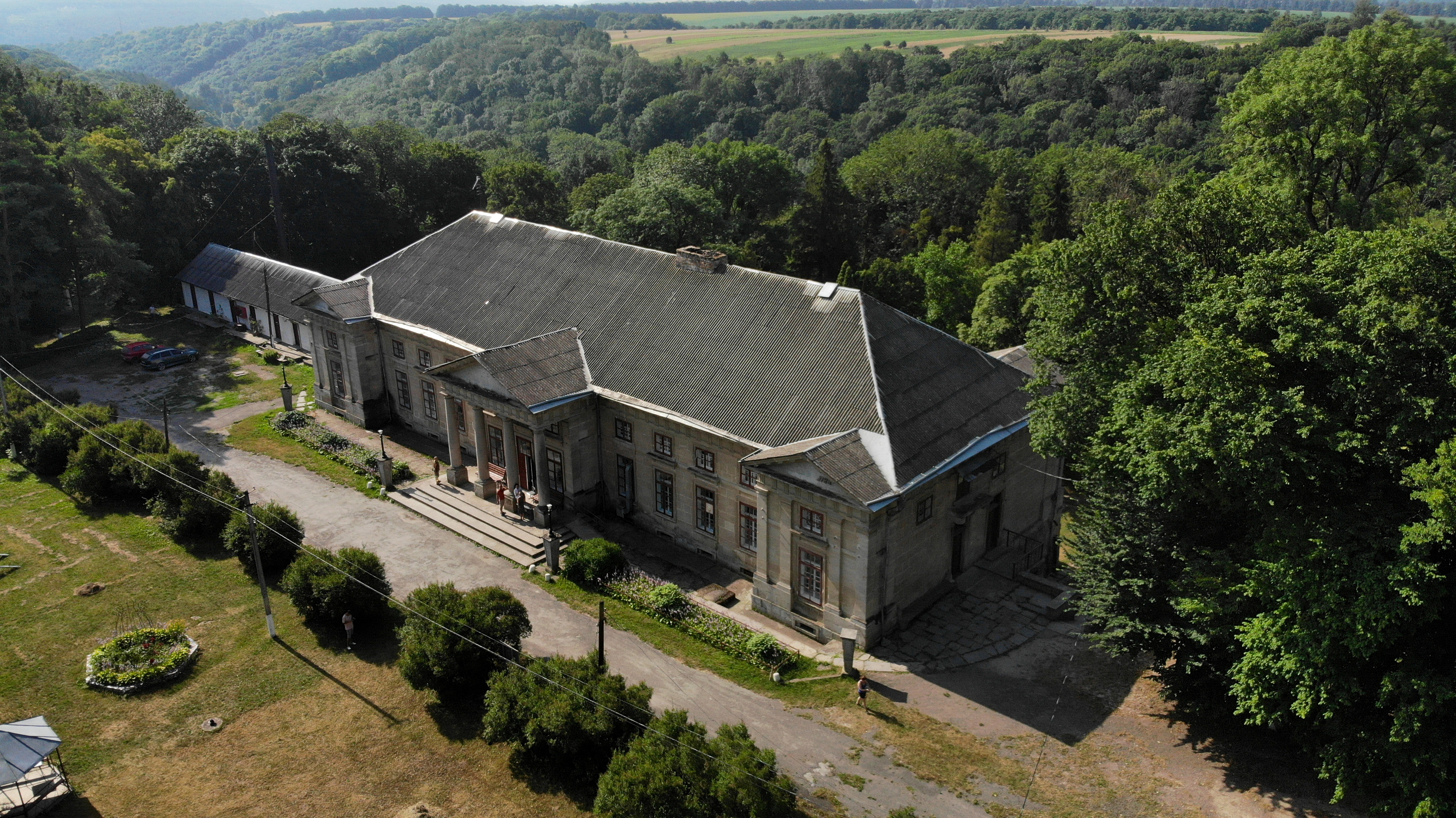

Збереглися:
- палац, побудований 1788 р. у стилі класицизму,
- водонапірна вежа заввишки 25 м,
- молочарня,
- кам'яний мур парку та внутрішнього саду (2 га),
- міст,
- джерело питної води з барельєфом лева та невеликим басейном,
- два ставки (0,3 та 0,5 га, на більшому — острівець),
- природні джерела,
- водоспад з гротом.

Особлива історична та релігійна цінність — скеля вапняку з 18-ти метровим штучним водоспадом та двоповерховим гротом.
Парк розташований на яскраво вираженому рельєфі, який утворює глибока балка з похилим схилом, невеличка річка Ушка та мальовничі ландшафти, що безпосередньо прилягають до парку.
З радянських часів до квітня 2021 р. в палаці був розташований реабілітаційний центр допомоги дітям, хворим на туберкульоз. Обласна рада закрила лікувальний заклад і 30 вересня офіційно відкрила тут музей.

## Галерея

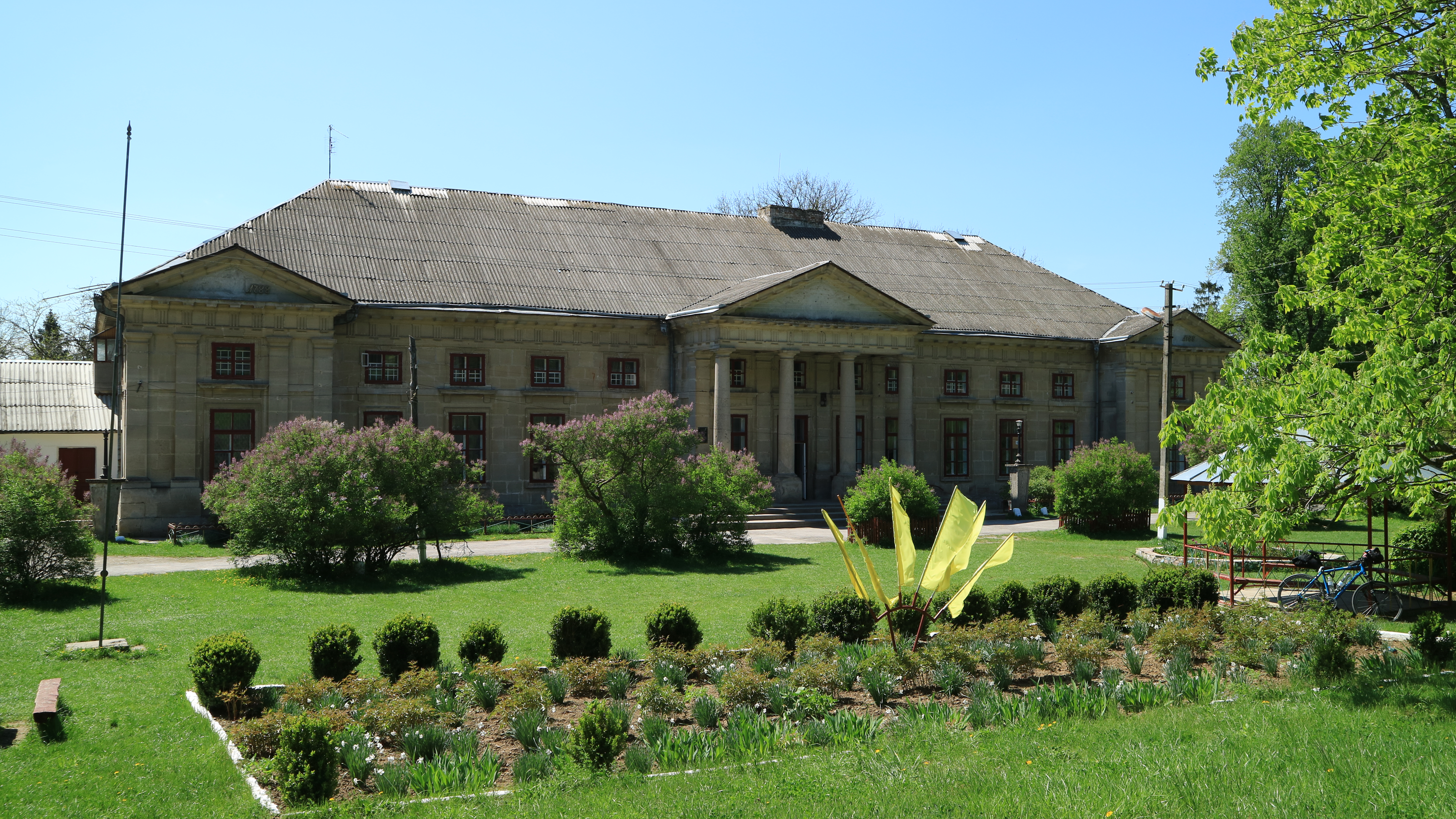
Північний фасад палацу
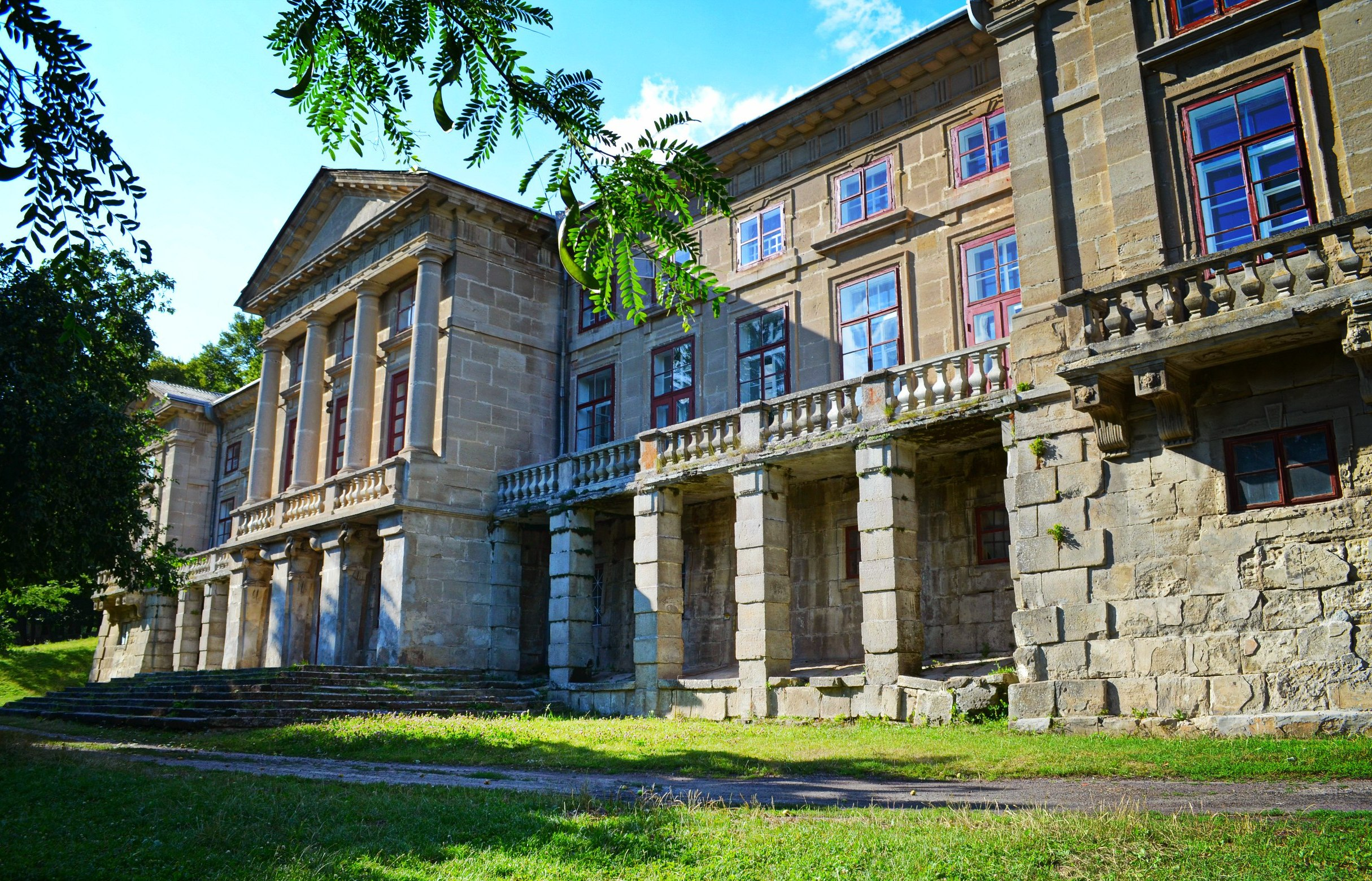
Південний фасад палацу
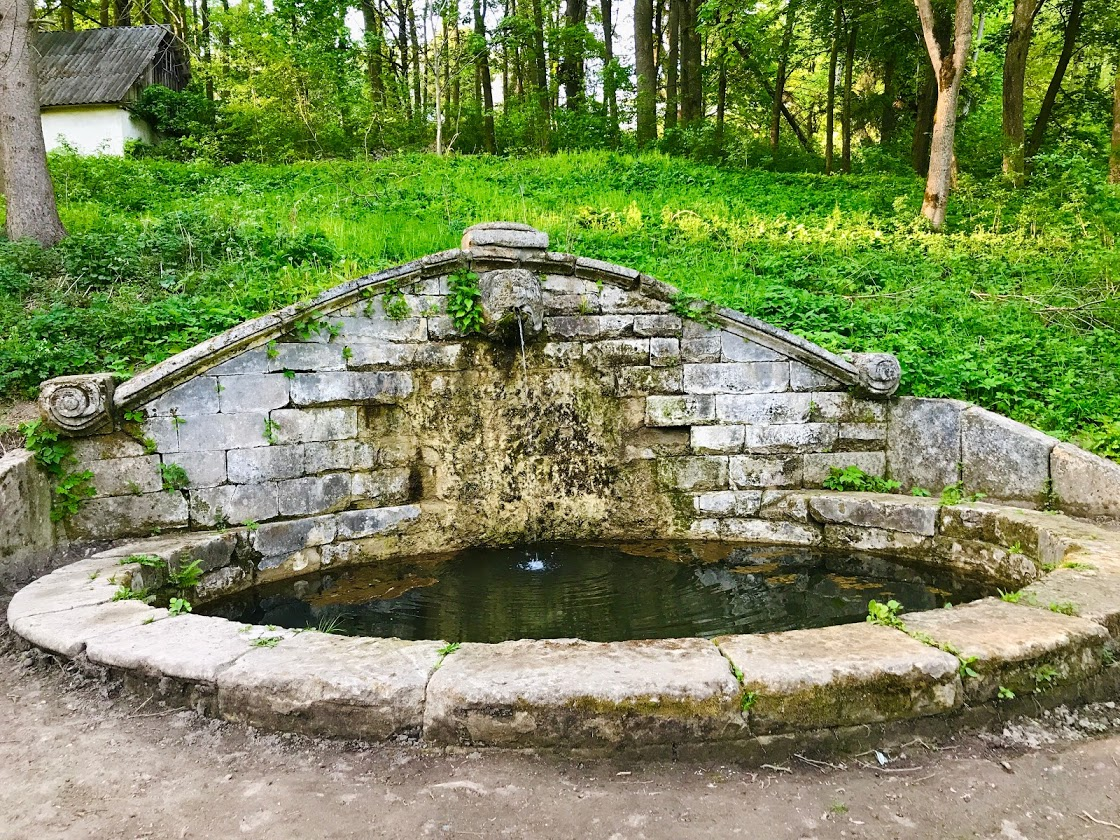
Джерело з басейном
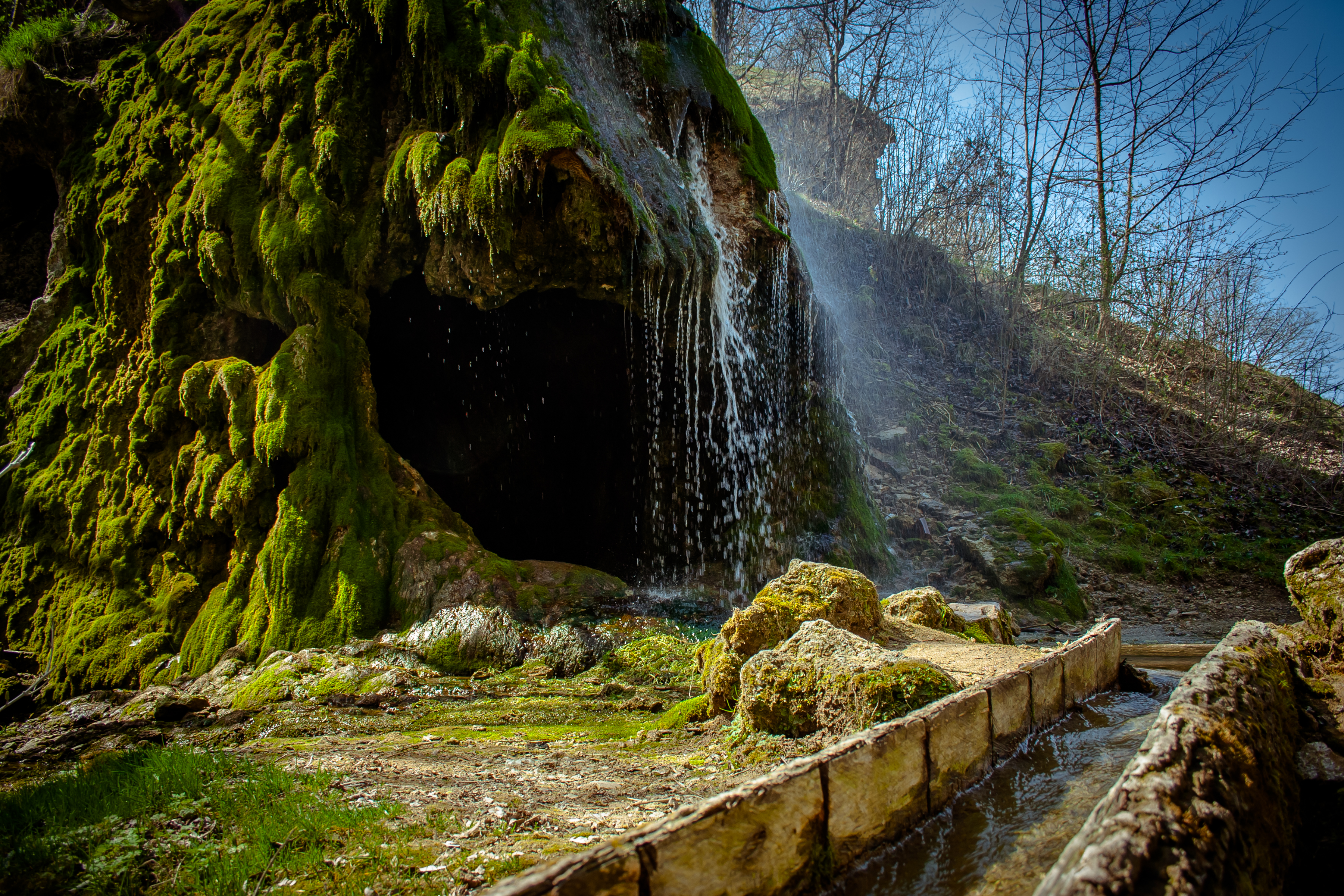
Малієвецький водоспад
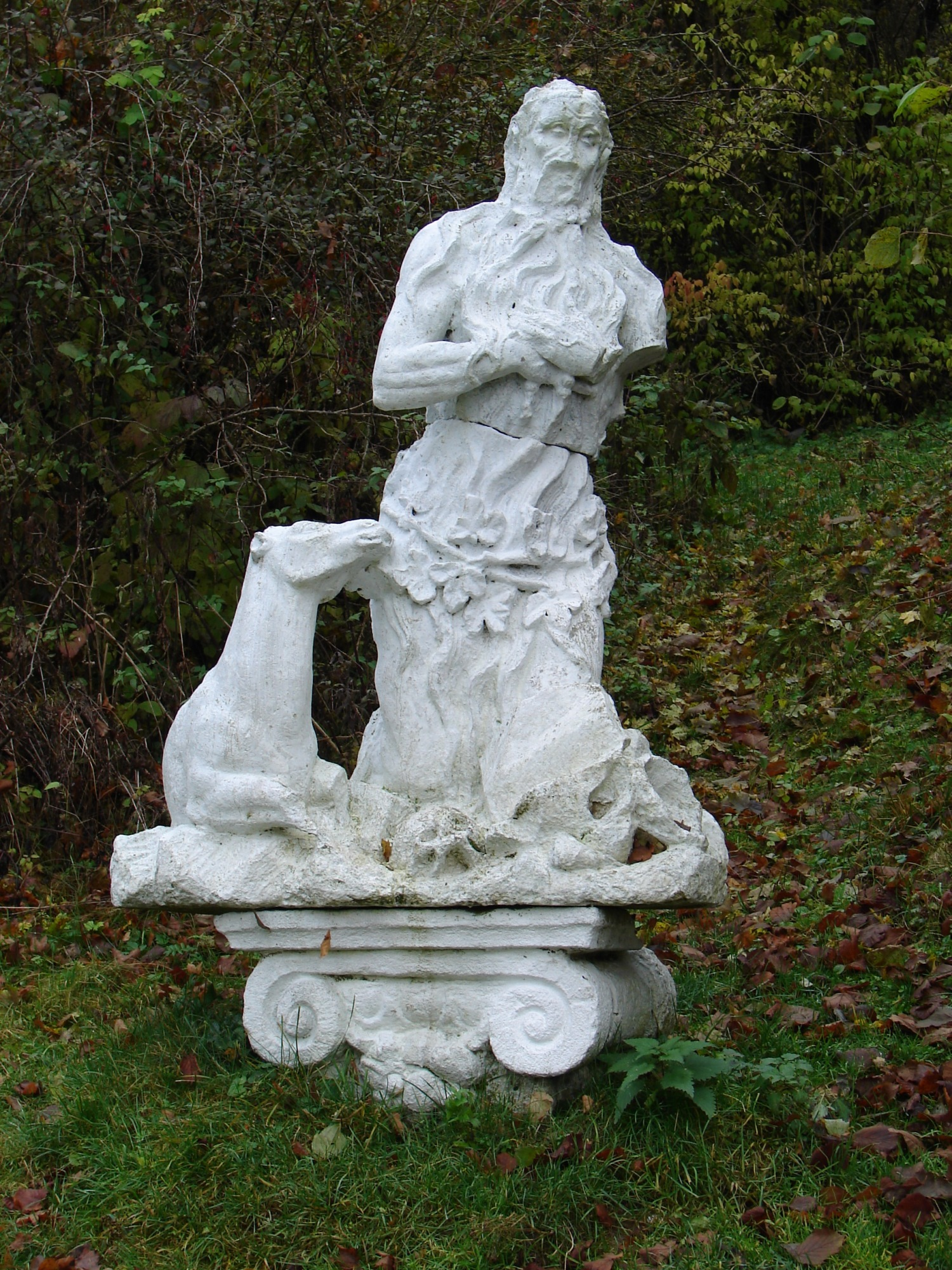
Скульптура в парку
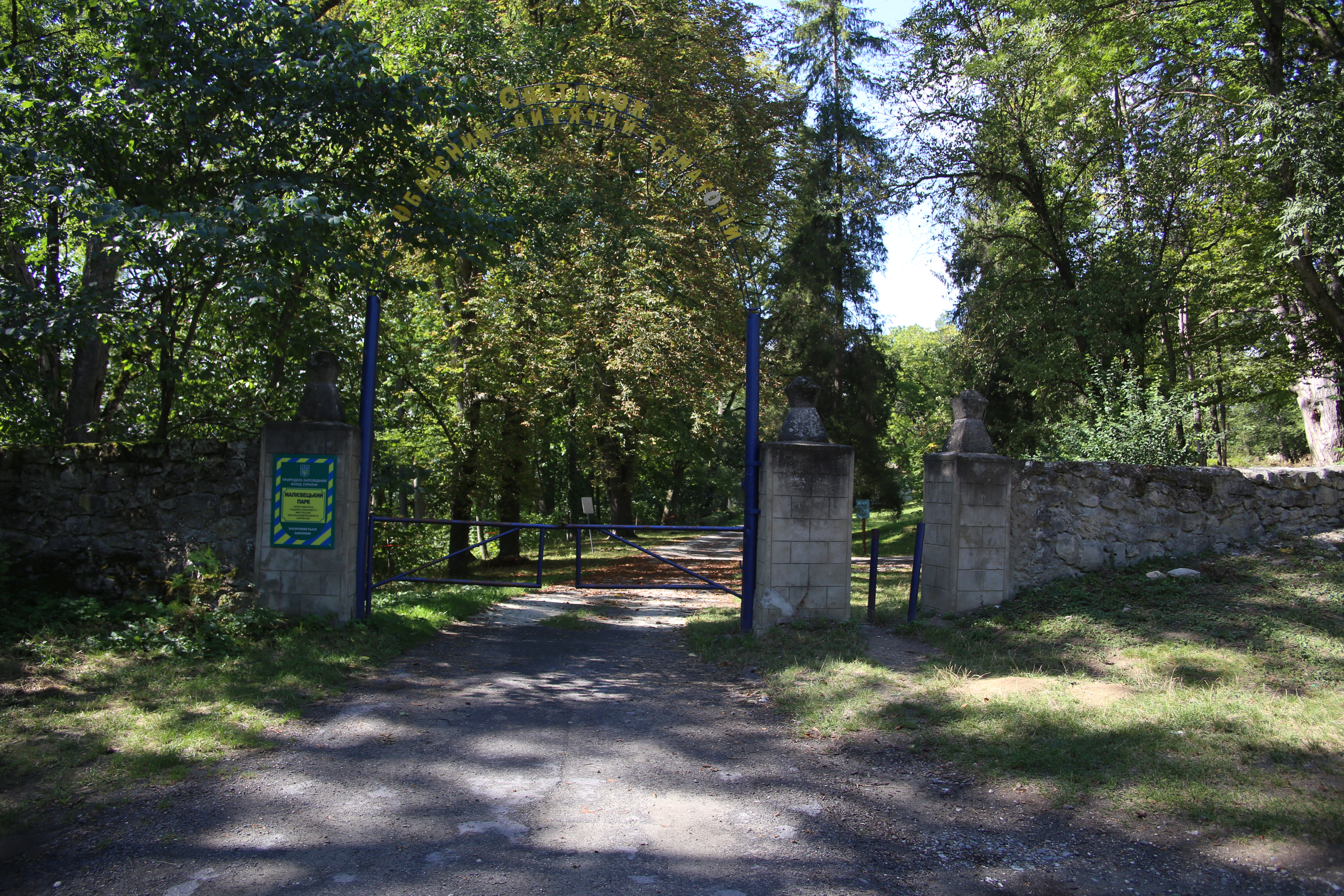
Вигляд на парк зі сторони дороги, біля водонапірної вежі
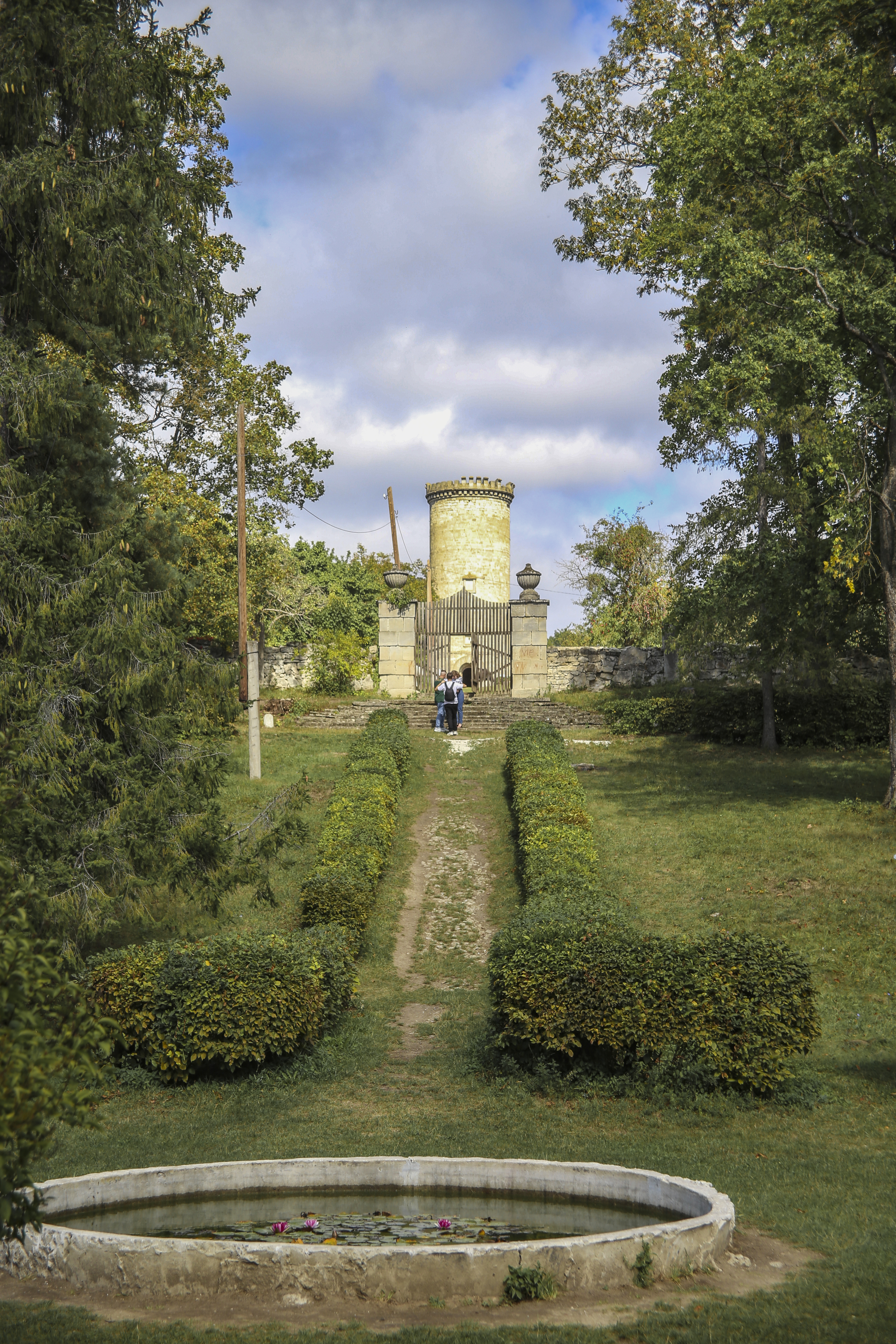
Вигляд на водонапірну вежу з панського парку
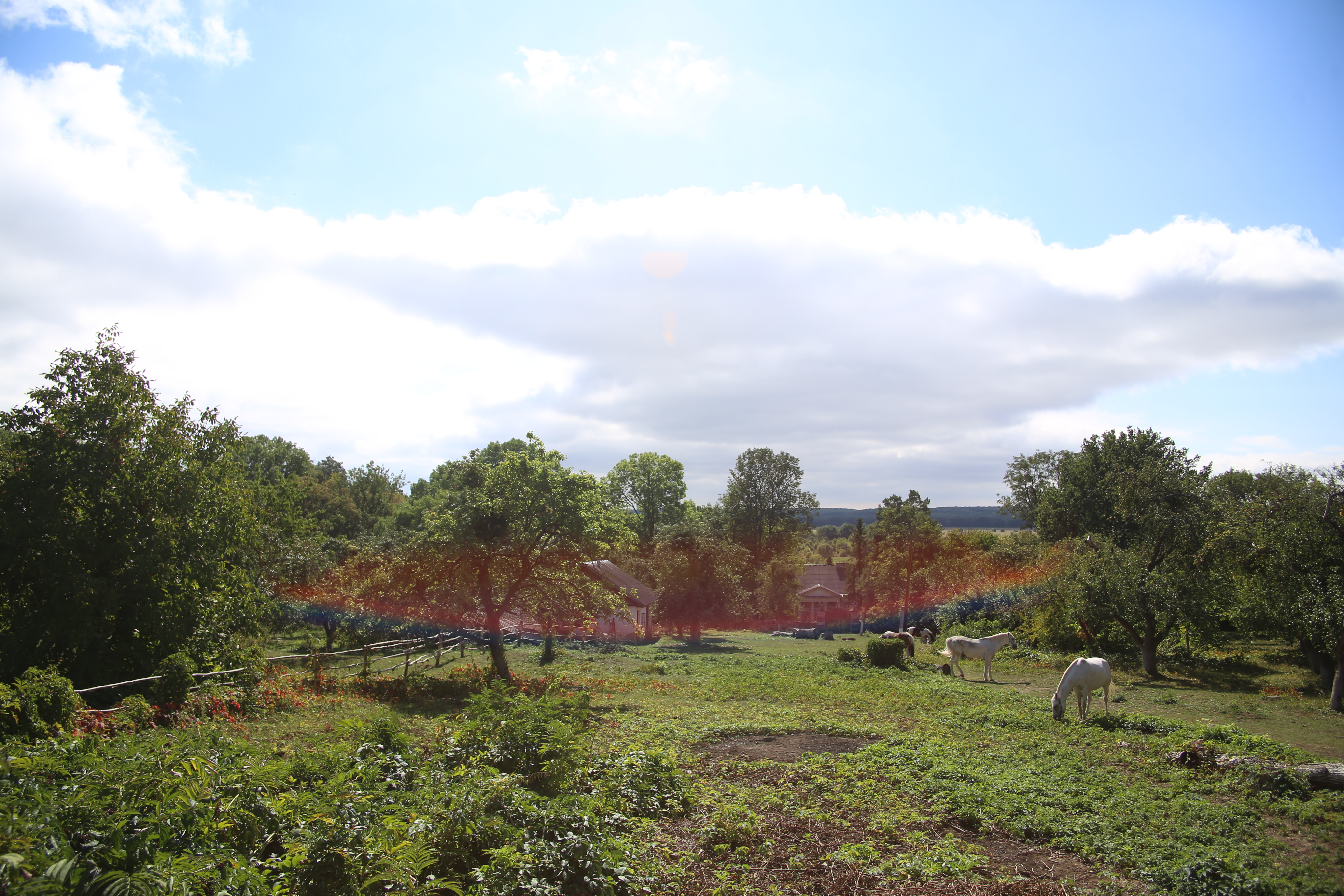
Коні в парку Орловських
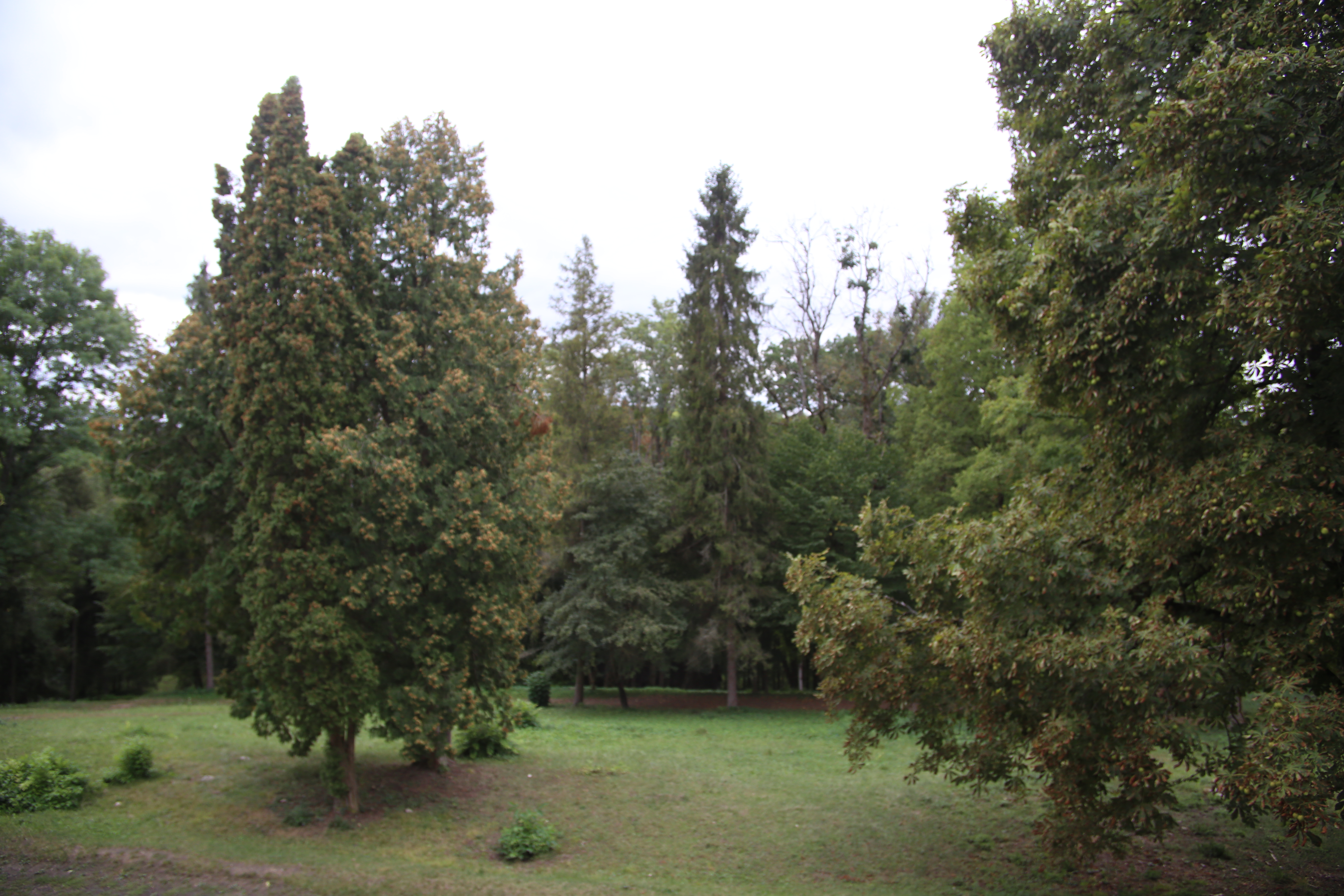
Рослинність у парку. Частково збережене первісне озеленення
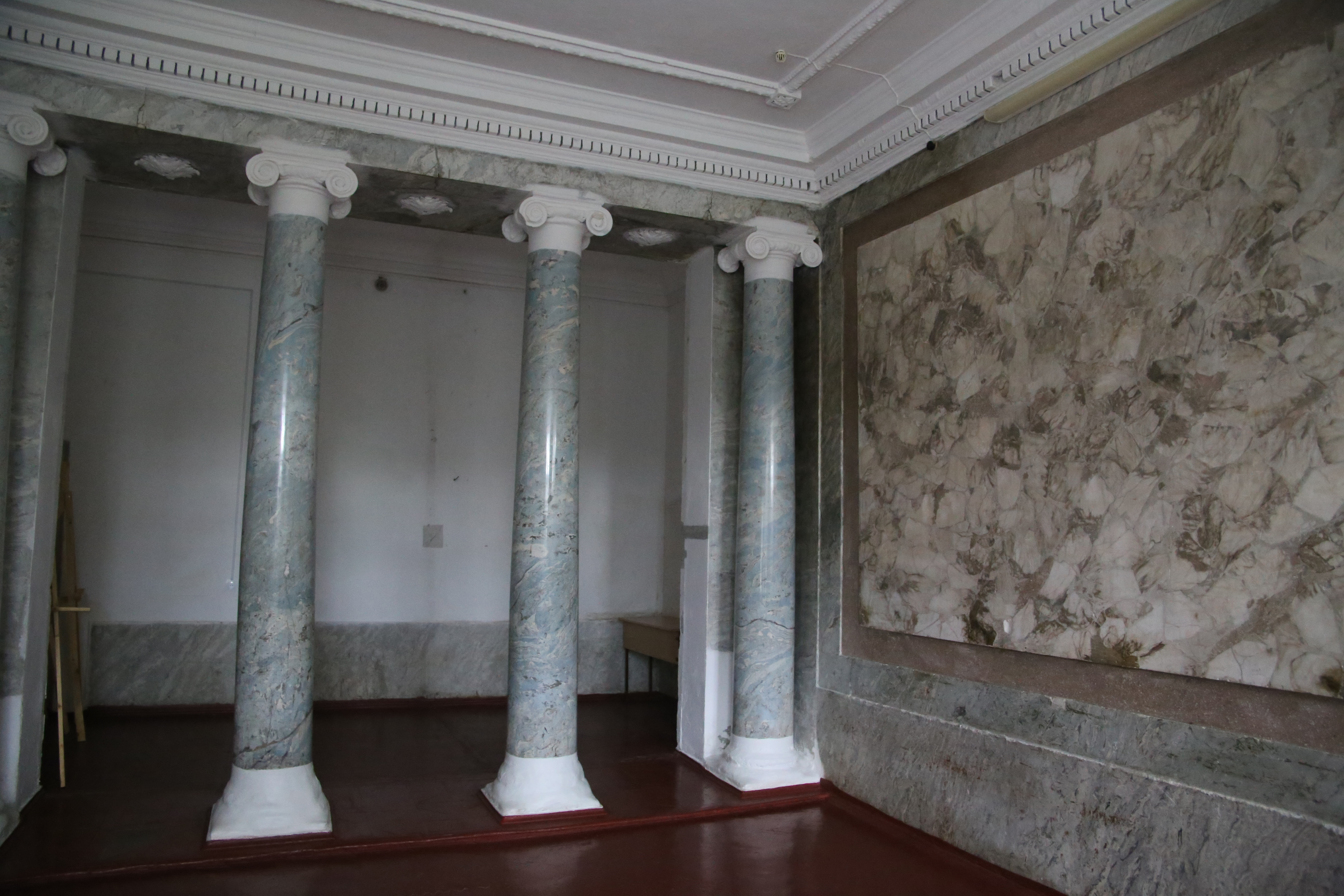
Фрагмент інтер'єру (з розчисткою штучної мармуризації)
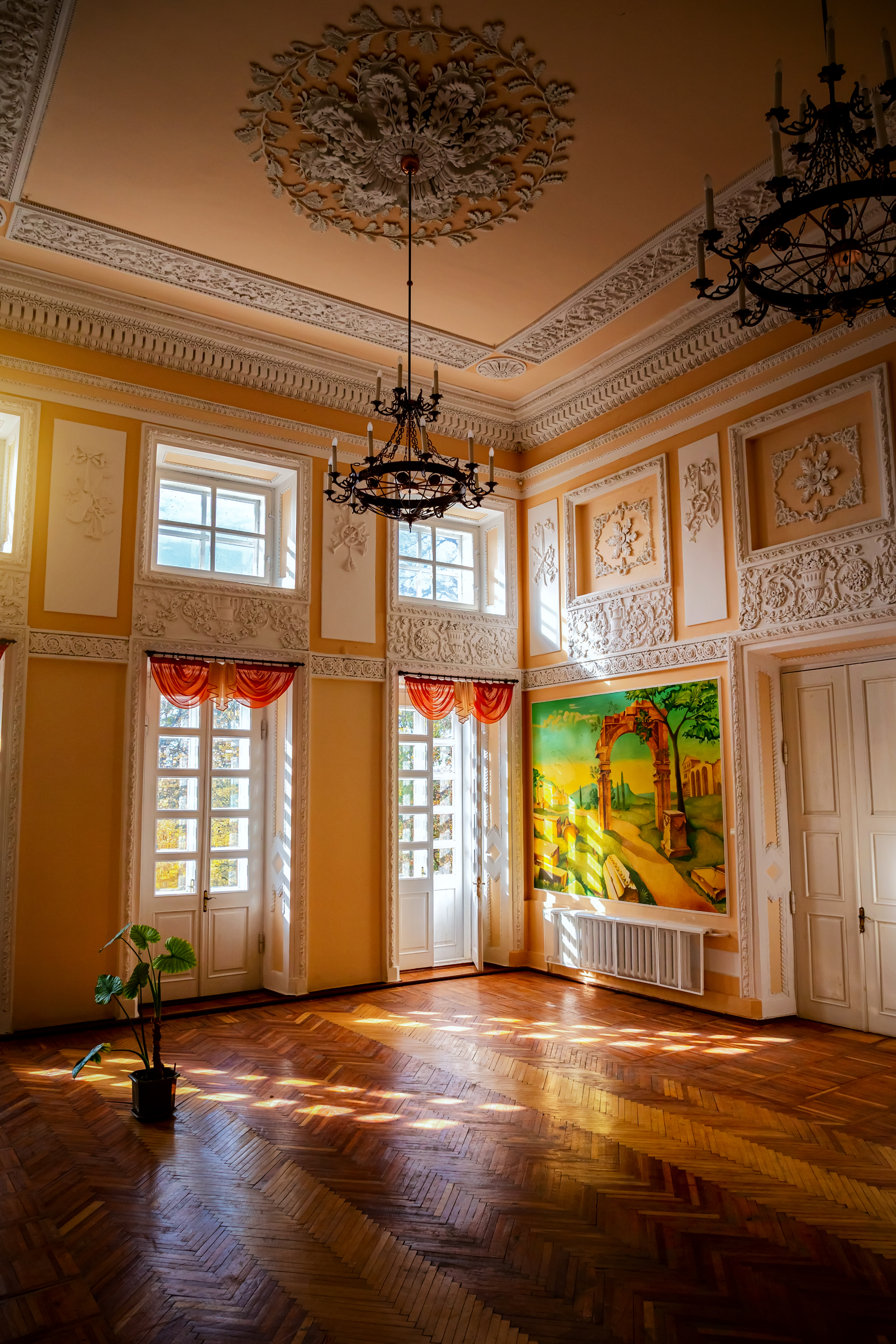
Фрагмент інтер'єру